# Погромок
Погромок — посёлок в Бобровском районе Воронежской области.
Входит в состав Юдановского сельского поселения.

## Население
| 2000 | 2005 | 2010 |
| ---- | ---- | ---- |
| 104  | ↗113 | ↘73  |